# Cementerio de la Consolación
El Cementerio de la Consolación (en portugués: Cemitério da Consolação) es el cementerio en funcionamiento más antiguo de la ciudad de Sao Paulo, Brasil. Es, junto con el Cementerio de San Juan Bautista de Río de Janeiro, una de las principales referencias del arte funerario en Brasil. Está ubicado en el distrito de Consolação, en la zona central de la ciudad. Fue fundado el 10 de julio de 1858 e inaugurado oficialmente el 15 de agosto de ese año con el nombre de "Cementerio Municipal" sobre un área de 76,340 metros cuadrados.
Su principal objetivo en esa época era garantizar la salubridad pública y evitar epidemias mediante la sustitución del hábito de enterrar a los difuntos dentro de los templos. Es uno de los veintidós cementerios públicos administrados por el Servicio Funerario del Municipio de São Paulo 
Con la prosperidad de la aristocracia dedicada al cultivo del café y el surgimiento de una importante burguesía en São Paulo, el lugar empezó a alojar obras de arte producidas por escultores de renombre que adornaban las sepulturas de familias adineradas y de personalidades importantes de la historia del Brasil. Su superficie esta arbolada y es tranquila, lo que contrasta con la agitada calle de su mismo nombre. Tiene cerca de trescientas esculturas y trabajos de artistas importantes como Victor Brecheret y el arquitecto Ramos de Azevedo que proyectó su puerta principal.
En el 2017 fue declarado patrimonio por la Resolución N° 08 del Consejo Municipal de Preservación del Patrimonio Histórico, Cultural y Ambiental de la ciudad de São Paulo (CONPRESP), cuya protección recae sobre "el trazado de las alamedas, cuadras y calles de los res cementerios; la capilla, el pórtico de entrada, el osario y la actual administración, de autoría de Ramos de Azevedo, además de las innumerables esculturas de gran valor artístico". La resolución está acompañada de una lista de bienes declarados patrimonio y de un mapa con su ubicación dentro del cementerio.
En él se encuentran un gran número de tumbas de figuras conocidas, además de personajes de la historia paulistana como Tarsila do Amaral, Mário de Andrade, Monteiro Lobato, Ramos de Azevedo, la Marquesa de Santos, Líbero Badarò y el monumental mausoleo de la Familia Matarazzo, considerado el más alto de Sudamérica con una altura similar a un edificio de tres pisos.
El cementerio permite visitas guiadas previa cita por medio del proyecto Arte Tumular que está coordinado por la administración del lugar. Esas visitas incluyen las obras de arte, la historia del ambiente y de las personas y familias enterradas ahí.

## Historia

### Antecedentes
Aunque fue inaugurado oficialmente en 1858, el cementerio tiene una historia anterior. Fue a mediados de 1829 que el entonces concejal Joaquim Antonio Alves Albim defendió la construcción de un cementerio público en la ciudad. Antes de eso, la costumbre era sepultar a los difuntos en "suelo sagrado", o sea, en terrenos de iglesias, ya que el sentido común de la época daba a entender que la cercanía con los santos ayudaría a la entrada de aquellas almas al paraíso. Sin embargo, eso traía varios problemas de salud pública y así, con el surgimiento de las nociones de higienismo, los gobiernos de las ciudades empezaron a construir cementerios.
En la medida en que afectaba creencias religiosas, la propuesta generó una gran discusión de casi treinta años. Durante ese periodo, el proyecto fue sufriendo algunos cambios sobre la ubicación del cementerio a construir, al lado de la Iglesia de la Consolación en el barrio de Luz, o en el barrio de Campos Elíseos. En 1855, el ingeniero Carlos Rath elaboró un estudio indicando que el mejor lugar era la zona de Consolação, ya que tenía en cuenta la elevada altitud de la zona, la dirección de los vientos dominantes, la calidad del suelo y, hasta entonces, la distancia de la ciudad.

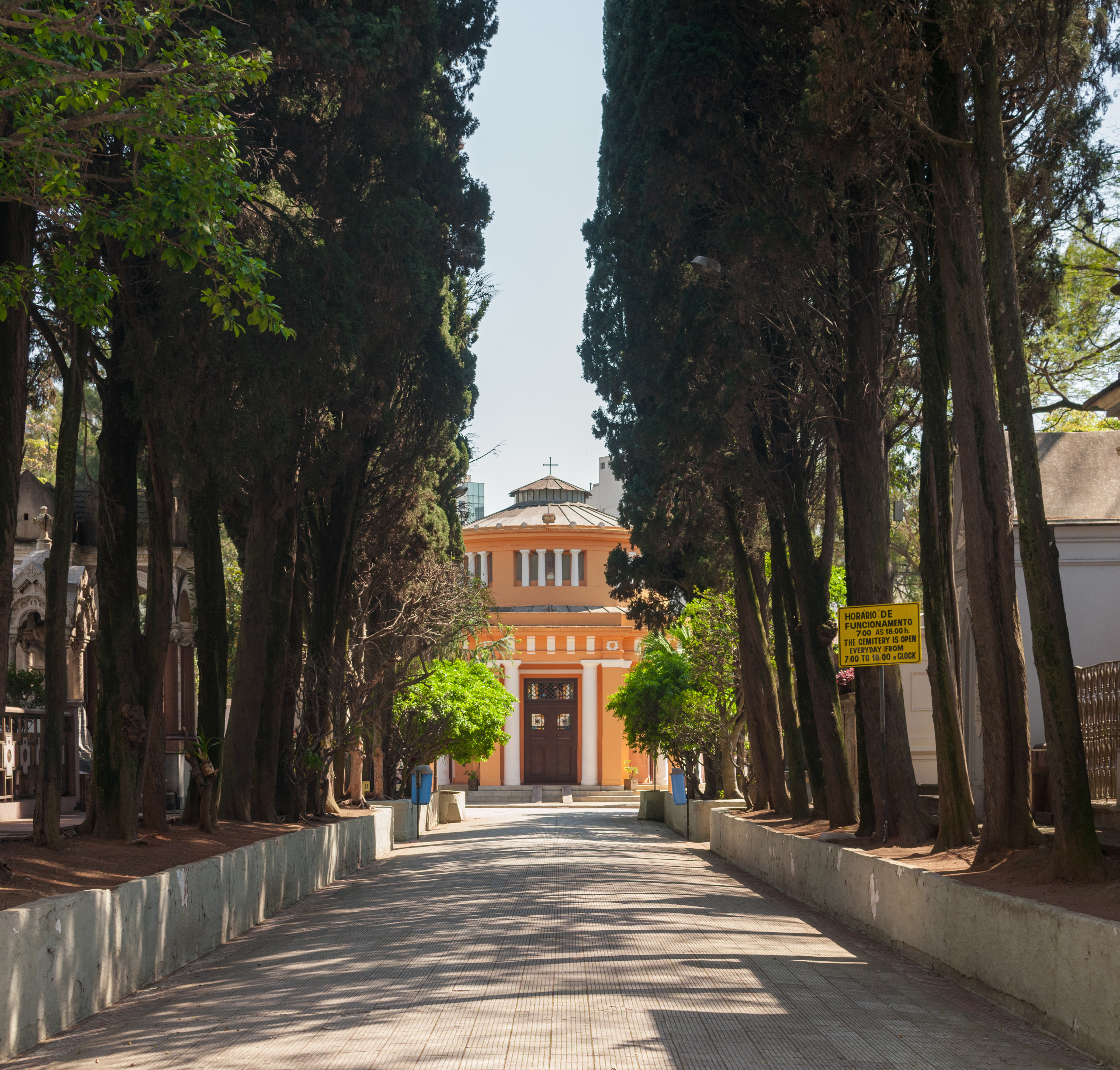
Vista de la capilla desde el portón principal

Una parte del terreno era de dominio público, otra una chacra perteneciente a Marciano Pires de Oliveira. Fue sólo un año después del inicio de las obras que la Cámara Municipal consiguió comprar la chacra por el valor de doscientos mil reales. Entretanto, la construcción avanzaba a pasos lentos por la falta de fondos. En 1857, la marquesa de Santos donó una gran cantidad de dinero para que sea usada exclusivamente en la construcción de la capilla.

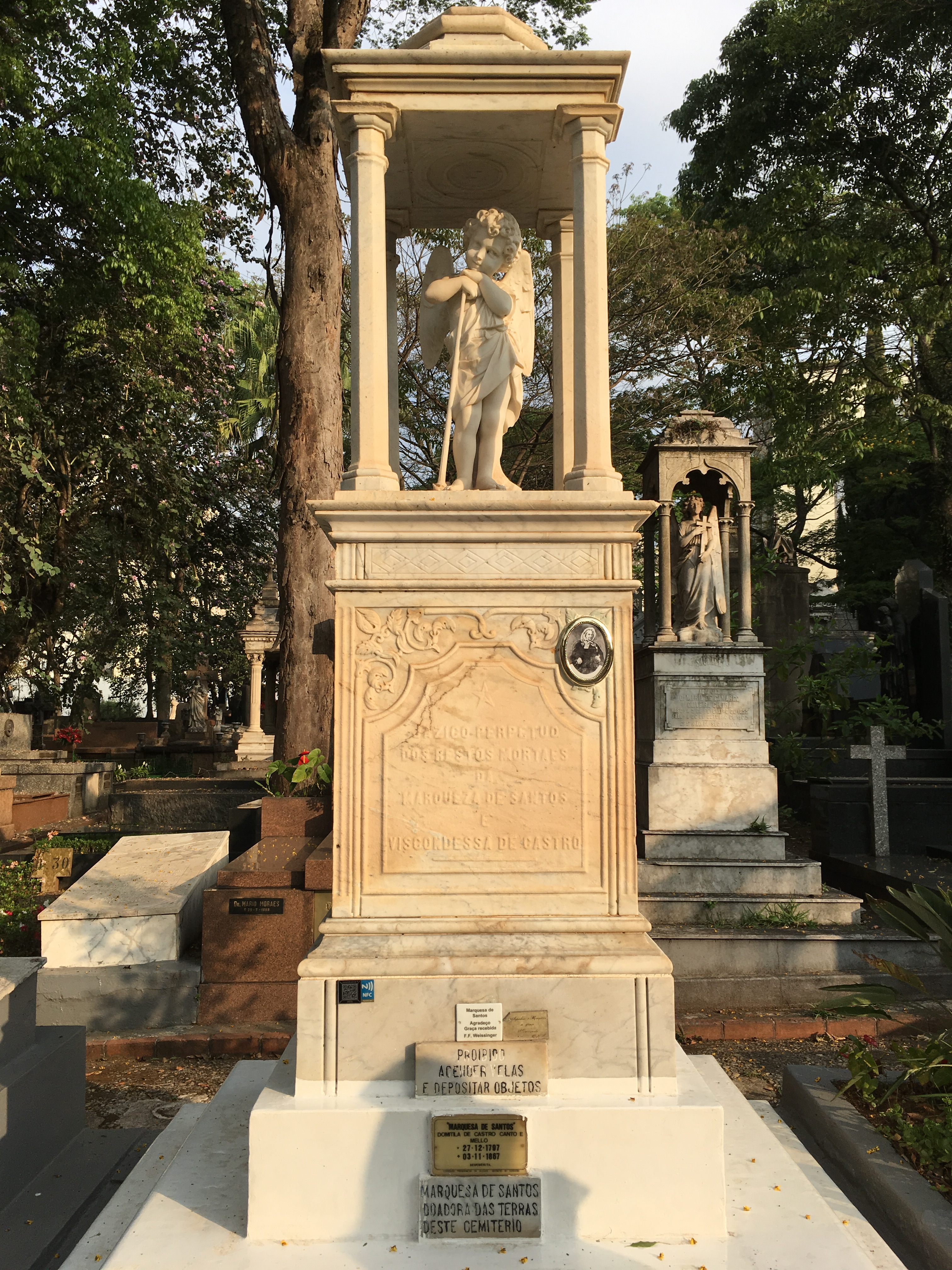
Sepultura de Domitila de Castro Canto y Melo, Marquesa de Santos

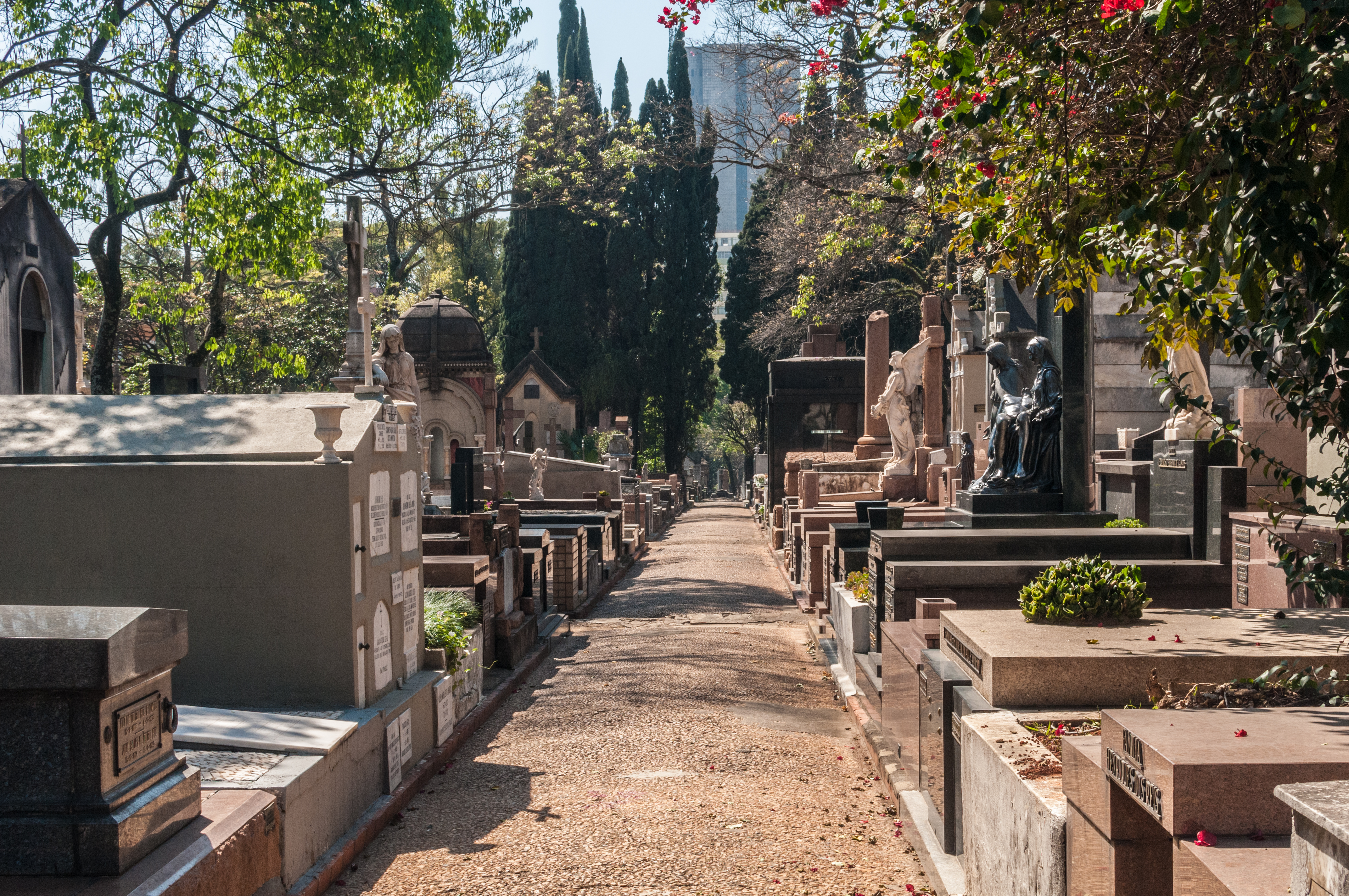
Una de las alamedas del cementerio

## Inauguración
Cuando se dio la epidemia de viruela de 1858 en la ciudad, los cadáveres aún se enterraban en las iglesias. El presidente de la provincia ordenó, entonces, a la Cámara Municipal de São Paulo, el 7 de julio de 1858, que prohibiera los entierros en los templos desde esa fecha. Así, el Cementerio de la Consolación pasaría a recibir sus primeros entierros con fallecidos durante la epidemia, antes incluso de que las obras estuvieran concluidas. Así, el 15 de agosto de 1858, se llevó a cabo el primer entierro y la inauguración oficial del primer cementerio público de São Paulo.
Fue ampliado dos veces. La primera en 1884 cuando se incorporó parte de la chacra de Conselheiro Ramalho, ubicada en los límites con el barrio de Higienópolis, y en 1890 con la venta de la chacra grande de Joaquim Floriano Wanderley, en la dirección de la Avenida Paulista.

## Primeros años
En sus primeros años fue el lugar de entierro de personas de todas las clases sociales incluidos esclavos que luego serían transferidos al cementerio de los Afligidos. Hasta el año 1893 era el único cementerio en la ciudad hasta que se abrió el Cementerio de Brás. En 1897, se inauguró el Cementerio de Araçá. Con la construcción de esas dos nuevas necrópolis, el lugar pasó por un proceso de elitización, recibiendo casi exclusivamente personas de clases medias y altas, debido a la lotización del terreno en tumbas perpetuas que fueron vendidos por la alcaldía. En esa época, una tumba lujosa era vista como señal inequívoca de status social. Hubo una verdadera competición entre las familias adineradas que construían mausoleos cada vez más sofisticados, con materiales de lujo como mármol o bronce. La ornamentación quedaba a cargo de artistas de primer nivel que tenían en el arte funerario una actividad con demanda estable y muy lucrativa. Una ala específica, principalmente la que da a la rua da Consolação, se hizo cada vez más aristocrática. Un claro ejemplo de ello es la tumba de Antonio José de Melo que, en 1871, encargó a Europa la elaboración de un mausoleo que fue instalado en Sao Paulo.
En 1901, el entonces concejal José Oswald Nogueira de Andrade, padre del escritor Oswald de Andrade, propuso una reforma general en los muros y portones de entrada con el argumento de que tenían un aspecto desagradable para la ciudad. Un año después, tales reformas fueron aprobadas según el proyecto del arquitecto Ramos de Azevedo. El resultado de las nuevas obras ya podía apreciarse en 1909, época en la que el cementerio se convirtió en la primera necrópolis de Sao Paulo "por todos admirada, principalmente por los visitantes extranjeros".

## En la actualidad
El cementerio es considerado por muchos como un museo a cielo abierto con tumbas de personalidades históricas y familias ilustres de la sociedad brasileña y de la sociedad paulista. Además es también una referencia en el arte funerario en Brasil con más de trescientas obras de escultores como Victor Brecheret,Celso Antônio Silveira de Menezes, Nicola Rollo, Luigi Brizzolara y Galileo Emendabili y del arquitecto Ramos de Azevedo, llamando la atención no sólo de los que aprecian el arte sino también de fotógrafos y estudiantes de arquitectura.
Uno de los monumentos más destacados es el colosal mausoleo de la familia Matarazzo, el más alto de América Latina. Tiene el tamaño aproximado de un edificio de tres pisos y está adornado por un impresionante conjunto escultórico en bronce italiano, obra de Luigi Brizzolara. Así, el empresario italiano Matarazzo se opuso al elitismo de la aristocracia cafetera paulista, que ignoraba abiertamente en los círculos sociales a los inmigrantes recién enriquecidos.
Además de personalidades históricas y centenarias del país, están enterradas allí celebridades como el compositor Paulo Vanzolini, fallecido en el 2013, y el actor Paulo Goulart que falleció en el 2014.
El 31 de julio del 2015, habitantes, concesionarios y líderes comunitarios se reunieron para debatir la condición del lugar y que podía hacerse en la intención de colaborar con las autoridades, la administración del lugar y la población para preservar este importante patrimonio religioso, histórico y cultural. En esa reunión se fundó el MDCC (Movimiento en Defensa del Cementerio de la Consolación).
En vista de esas mejoras, en cada tumba se instaló un totem con un código QR que puede ser leído por un celular y lleva al visitante a una página con el perfil del homenajeado en cuestión. Además de eso, también se instituyeron visitas guiadas para estudiantes, profesores, investigadores, turistas y otros.  Esos tours son de entrada gratuita e tienen la ruta "Arte Tumular", organizada por la administración con la finalidad de presentar la historia, las tumbas y las obras de arte instaladas en el lugar. Durante el mes de noviembre del 2015, se dieron algunas visitas experimentales nocturnas, con una posible implementación posterior que no prosperó. Actualmente, las visitas se dan todos los martes y viernes en periodos diurnos con la necesidad de hacer reservación previa por medio de correo electrónico o llamada telefónica a la alcaldía municipal.
Algunas actividades que pretendían ser incluidas encontraron resistencia como el "Cineterio". El programa, que surgió de dentro del proyecto "Mes de la Cultura Independiente" de la Secretaría Municipal de Cultura, tenía como objetivo exhibir gratuitamente filmes de terror en telones instalados en los corredores del cementerio. Algunos eventos se llegaron a dar y tuvieron gran demanda como el 13 de septiembre del 2014 que atrajo un público cinco veces mayor que el esperado y formó una fila de más de mil personas. 
El 12 de septiembre del 2015, un requerimiento judicial presentado por un concesionario prohibió las tres sesiones programadas para ese día y obligó a que la organización cambiase de sede para una calle lateral. El MDCC cree que eventos como el "Cineterio" violan la finalidad esencial del lugar y ponen en riesgo su seguridad y preservación.

## Ubicación
Ubicado inicialmente en la periferia de Sao Paulo, en un punto distante del casco urbano, acabó luego del crecimiento de la economía cafetera, rodeado de caserones de la élite paulistana. Actualmente, el cementerio queda en una de las áreas más ricas de la ciudad entre las calles de Consolação, Sergipe, Mato Grosso y Cel. José Eusébio. Sus ingresos son por la rua da Consolação y por la rua Mato Grosso. Tiene como estaciones del metro más próximas la estación Higienópolis-Mackenzie de la línea 4-Amarilla y la estación Consolação de la línea 2-Verde.

## Vandalismo y hurtos
Una de las principales quejas de familiaress a la gestión del cementerio es respecto a la seguridad, especialmente por las noches. Tumbas saqueadas, vandalismo, estatuas de gran valor robadas, y otros eventos terminan en un escenario con restos expuestos, ladrillos sustituyendo puertas de tumbas y faltas de adornos. Eso sucedía por la falta de guardianes, cámaras y garitas. Se tomaron medidas para garantizar la seguridad 24 horas como la iluminación y la instalación de cámaras para garantizar la integridad del patrimonio.
La ruta "Arte Tumular", organizada por la administración del cementerio, invita a las personas a conocer la historia del lugar, sus obras de arte, personas y familias presentes en el cementerio. Las visitas son monitoreadas por el sepultador Francisvaldo Gomes, conocido como "Popó", que utvo como maestro al fallecido historiador Délio Freire dos Santos, responsable de las primeras investigaciones sobre el patrimonio artístico e histórico del cementerio.